# Vierlande
Vierlande (Patru landuri) este denumirea pe care o poartă o suprafață de 77 km² cu 17.000 de locuitori sector care cuprinde patru cartiere din Hamburg.